# Hartkatheterisatie

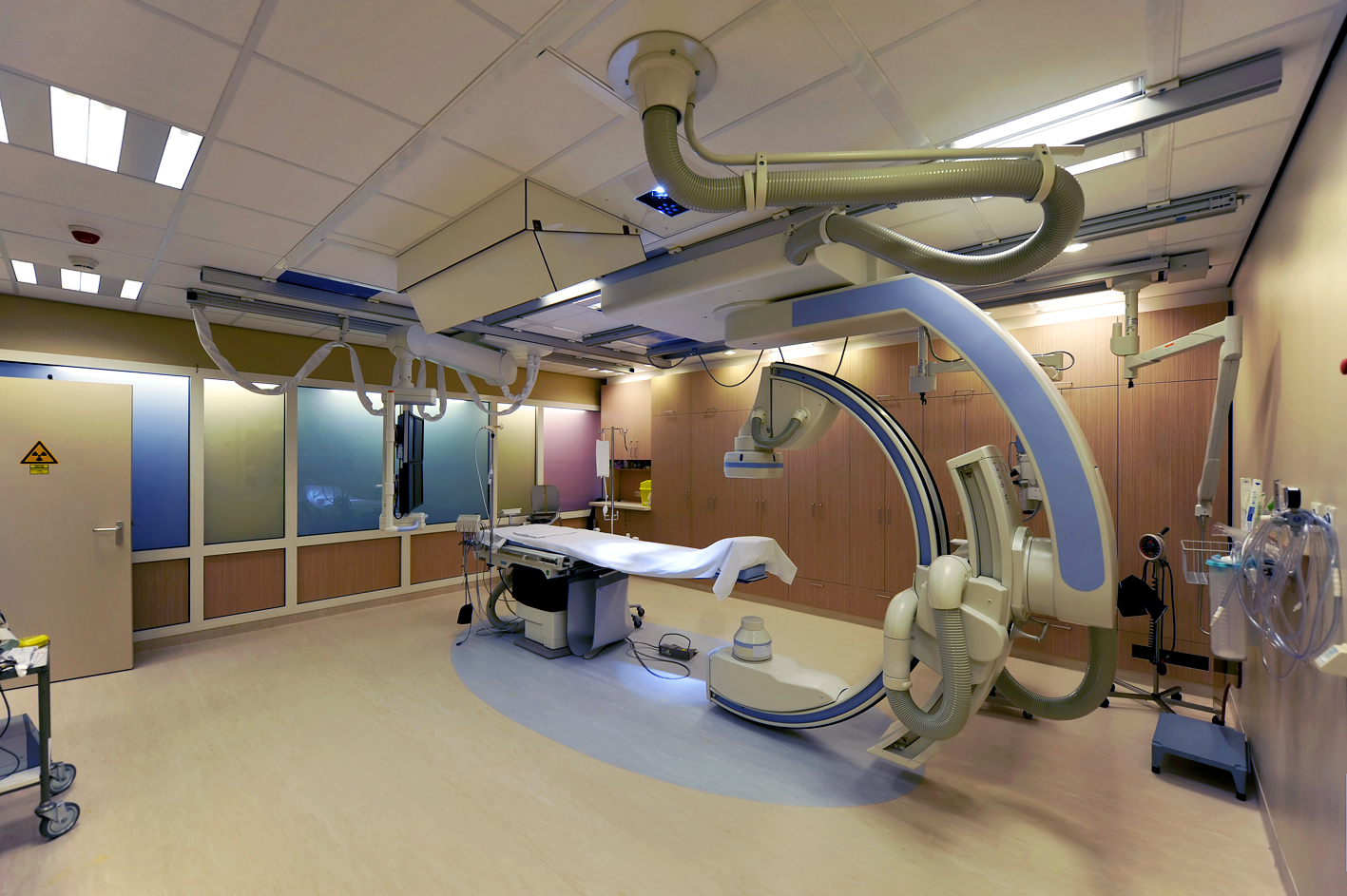
Hartkatheterisatiezaal anno 2010

Hartkatheterisatie of coronairangiografie (CAG) is het door middel van een katheter en contrastvloeistof in kaart brengen (angiografie) van de kransslagaders van het hart. Daarnaast kunnen drukken in het hart worden gemeten door middel van een rechts-katheterisatie.
Het hart wordt voorzien van zuurstof door omliggende hartvaatjes ofwel kransvaten.
Er zijn twee kransslagaders (arteriae coronariae) die het linker- en het rechterdeel van het hart van zuurstofrijk bloed voorzien. De linkerkransslagader vertakt zich in de ramus circumflexus en de ramus interventricularis anterior. In de lies of pols wordt na plaatselijke verdoving met een aanpriknaald de slagader (arteria femoralis of arteria radialis) aangeprikt. Via deze naald wordt een introducer ingebracht. Via deze introducer kan geen bloed ontsnappen, maar kan er wel wat naar binnen worden geschoven. Er wordt via dit systeem een katheter met voerdraad via de slagader naar het hart geschoven.
De katheter is een plastic buisje met aan het uiteinde gaatjes. De voerdraad dient om te sturen en beschadiging aan de lichaamsslagader (aorta) te voorkomen. In de meeste gevallen zal men eerst de rechterkransslagader afbeelden. De cardioloog schuift de katheter op tot aan de inmonding van deze slagader. De voerdraad wordt verwijderd, zodat er nu contrastmiddel ingespoten kan worden. Door de katheter op te schuiven tot aan de inmonding, gaat (bijna) al het contrast in de rechterslagader en niet meteen via de lichaamsslagader naar de rest van het lichaam. Er worden verschillende opnames gemaakt met röntgenstraling, telkens in een andere richting.
Men volgt dan de met contrast gevulde slagader. Wanneer er vernauwingen aanwezig zijn, kunnen deze goed in beeld worden gebracht. Ter plaatse van een vernauwing is de vaatholte van de kransslagader erg klein; in geval van een afsluiting van het vat, loopt de holte niet verder.
Na deze opnamereeks wil men ook de linkerkransslagader afbeelden. De voerdraad wordt via de katheter opgevoerd. Vervolgens wordt de katheter eruit gehaald, zodat de voerdraad overblijft. Over de voerdraad wordt een andere katheter naar binnen geschoven tot aan de inmonding van de linkerkranslagader. De voerdraad wordt verwijderd en dan worden er weer röntgenopnames gemaakt met contrastmiddel.
Wanneer een patiënt omleidingen heeft, zullen er van deze omleidingen ook opnames gemaakt worden met contrastvloeistof.
Na deze serie wordt zo nodig een opname gemaakt van de linkerkamer (ventrikel), al is dit tegenwoordig zelden nodig. Er wordt dan een katheter ingebracht tot in het hartpunt (apex), derhalve in de linkerhartkamer. In korte tijd wordt de kamer gevuld met contrastmiddel, dat vervolgens door de pompfunctie wordt weggepompt. Op deze wijze kan men een indruk krijgen over de pompfunctie van het hart. De katheter wordt verwijderd en de introducer eveneens. De wond wordt dichtgedrukt en er komt een drukverband om het been. Alternatief is een angioseal, een soort onderhuids kurkje dat de liesslagader afdicht.
De patiënt heeft zes uur bedrust en mag de volgende dag naar huis. Er zijn variaties mogelijk in de opnames; tegenwoordig zijn er ook technieken om de slagader in de lies sneller te sluiten waardoor de patiënt na korte tijd alweer op de been is. De meeste patiënten behoeven dan ook niet meer een nacht in het ziekenhuis te verblijven. Het is tegenwoordig ook zeer gebruikelijk om via de pols (de polsslagader of arteria radialis) het onderzoek uit te voeren. De kans op nabloeding is dan ook duidelijk kleiner.

## Indicatie voor onderzoek
1. instabiele angina pectoris
2. angina pectoris na een hartinfarct (myocardinfarct), PTCA of CABG
3. diagnostisch (uitsluiten coronairlijden)
4. hartklepafwijking
5. ziekte van de hartspier

## Contra-indicaties
1. infecties
2. koorts
3. te hoge INR (“te trage” bloedstolling waardoor de kans op nabloedingen groter wordt)
4. ernstige nierfunctiestoornissen

## Complicaties
1. een nabloeding ter plaatse van de punctieplaats
2. een vals aneurysma ter plaatse van de punctieplaats
3. een arterioveneuze shunt ter plaatse van de punctieplaats
4. contrastnefropathie
5. een dissectie van de wand van het ostium van het gesondeerde kransvat, met als mogelijk gevolg een iatrogeen myocardinfarct, ventrikelfibrilleren en overlijden
6. een volledige afsluiting van de linkerhoofdstam  op het moment dat de katheter in de monding (ostium) van het vat wordt gelegd. Dit gebeurt alleen bij een ernstige vernauwing die helemaal aan het begin van het vat zit (ostiumstenose). Indien het de linkerhoofdstam betreft, kan dit, door acuut zuurstofgebrek van ca 70% van de hartspier, leiden tot therapieresistent ventrikelfibrilleren en overlijden.